# Lasioptera tibialis
Lasioptera tibialis är en tvåvingeart som beskrevs av Ephraim Porter Felt 1914. Lasioptera tibialis ingår i släktet Lasioptera och familjen gallmyggor.
Artens utbredningsområde är Kalifornien. Inga underarter finns listade i Catalogue of Life.